# Parcul Copiilor din Timișoara
Parcul Copiilor Ion Creangă este un parc mare din municipiul Timișoara, situat pe malul canalului Bega, în zona centrală a orașului, vis-a-vis de Parcul Rozelor și în apropiere de Facultatea de Chimie și Inginerie a Universității Politehnica precum și a Complexului Studențesc. După cum îi sugerează și numele, parcul este destinat în special copiilor.

## Descriere
Parcul este amplasat între canalul Bega, pasajul și podul Michelangelo, ansamblul de clădiri istorice de pe Blvd. C.D. Loga și strada Martir Leontina Bânciu. Parcul Copiilor are două intrări principale, cea principală pe Blvd. Michelangelo, iar cea de-a doua de pe Blvd. Revoluției Române din 1989.
Suprafața totală a parcului însumează 66.500 mp (aproape 6,7 ha).
Majoritatea vegetației actuale este reprezentată de stejari seculari, molizi, pini și alte specii de foioase. De remarcat este prezența exemplarelor de Gingko Biloba și a arborilor de esență moale: sălcii, salcâmi, tei, etc. Dintre plantele ornamentale și decorative amintim: trandafiri, lavandă, azalee, hibiscus, narcise, crizanteme, violete, begonie, salvie, ș.a. În perioada interbelică au fost plantate mai multe exemplare precum׃ Salix babilonica, Tilia alba, Celtis Occidentalis, etc.

## Istoric
Conform anumitor date istorice, amenajarea acestui parc a început în urmă cu aproximativ 160 de ani, mai exact, în anul 1858. Lucrările au fost finalizate abia 33 de ani mai târziu, în 1891. Parcul a fost amenajat în scopuri recreative, fapt arătat de distanța foarte scurtă față de cartierul Cetate, dar și de denumirea primită inițial, după numele împăratului Franz Joseph. Denumirea inițială a parcului a fost „Parcul Franz Joseph”, denumire păstrată până în anul 1919 când a fost numit Parcul „Mihai Eminescu”, ulterior, după anul 1950 s-a numit „Parcul Pionierilor”, iar după Revoluție până astăzi poartă denumirea actuală, Parcul Copiilor „Ion Creangă”. 
În 1987 la cererea primului secretar al județului din acea perioadă, au loc o serie de modificări radicale ce conduc spre îndeplinirea funcțiilor de recreere și joacă a copiilor. 
În 2010 a fost pregătit un amplu proiect de reabilitare și modernizare a parcului, în anul 2011 au fost începute lucrările, iar în 2012 a fost redeschis. Noul parc cuprinde peluză englezească pentru picnic, tunelul modernizat cu proiecții de holograme 3D și 4D, zonele de joacă reamenajate cu tematică și mascote Disney ce cuprind o replică în miniatură a castelului prințesei Aurora de la Disneyland Paris și tronul împărătesei din Albă ca Zăpada, amfiteatru în aer liber cu spectacole de muzică, film și dans, teatru de păpuși, ateliere de pictură, olărit și creație, zone de șah, carusel, balansoare, tiroliană, cățărătoare, trambuline, tobogane, hamace, șezlonguri, locuri de odihnă, servicii de alimentație publică ș.a. Pe malul canalul Bega a fost amenajată o stație pentru transportul în comun cu vaporetto și o Corabie a Piraților ce desfășoară curse la cerere. Pentru cei ce doresc un tur, se dau în folosință trotinete electrice, segway-uri sau kart-uri cu pedale la centrul de închirieri al parcului.

## Evenimente
Parcul Copiilor este gazda unor evenimente, precum: sărbătoarea zilei de 1 iunie (Ziua copilului, Ziua Mamei și Ziua Tatălui, Ziua Veselă, concursul de alergare de 24h, alergări pentru cauze umanitare și scopuri caritabile.

## Galerie foto

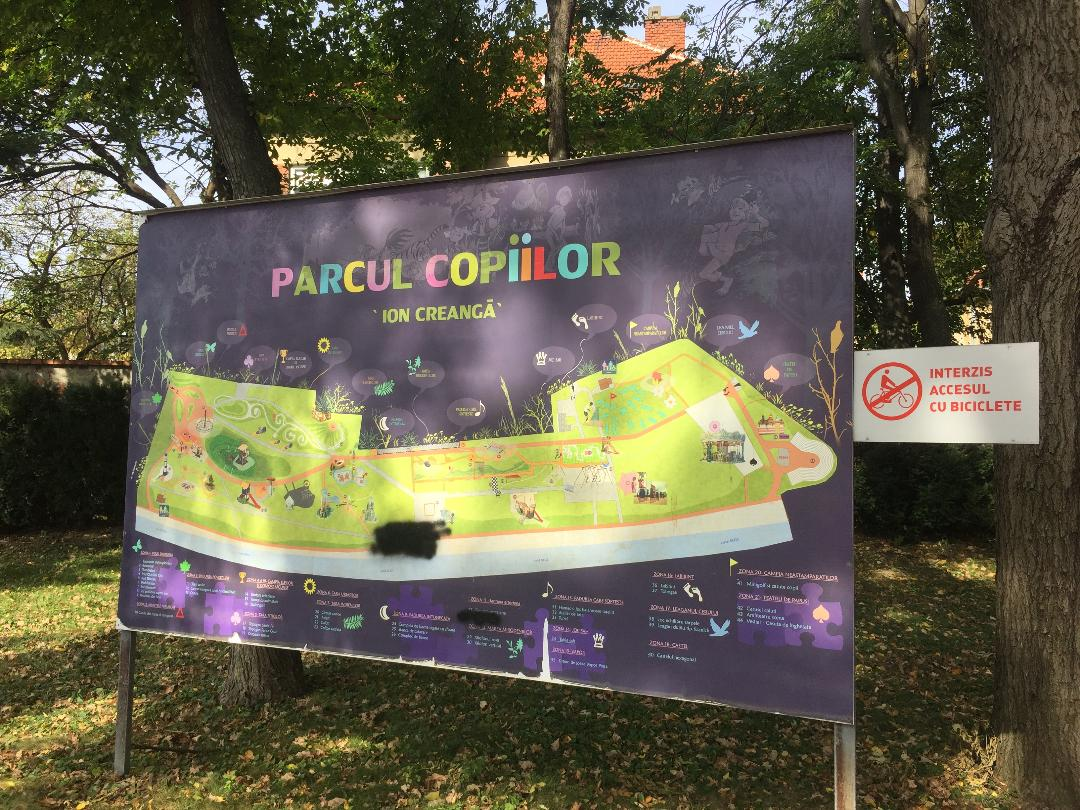
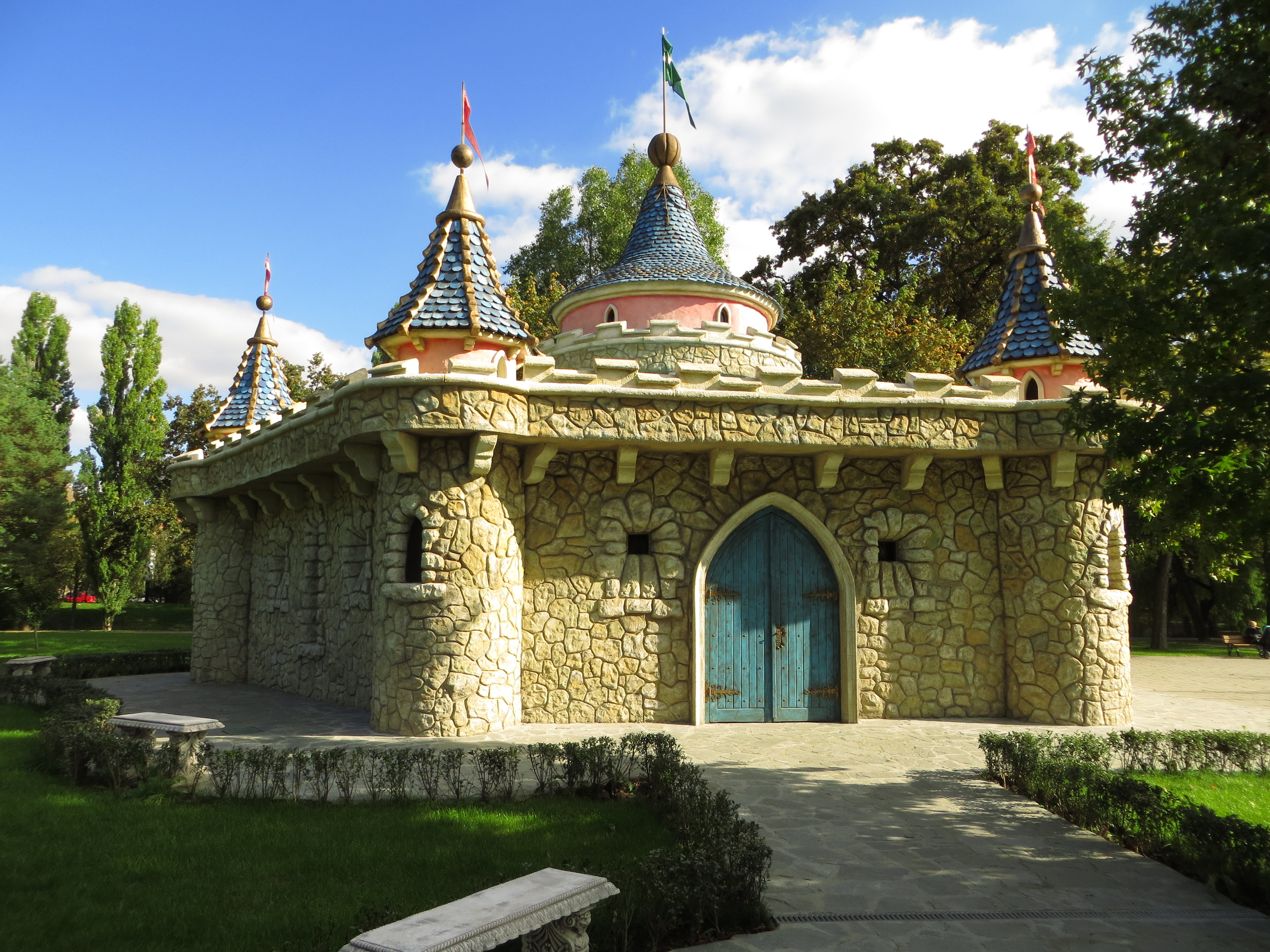
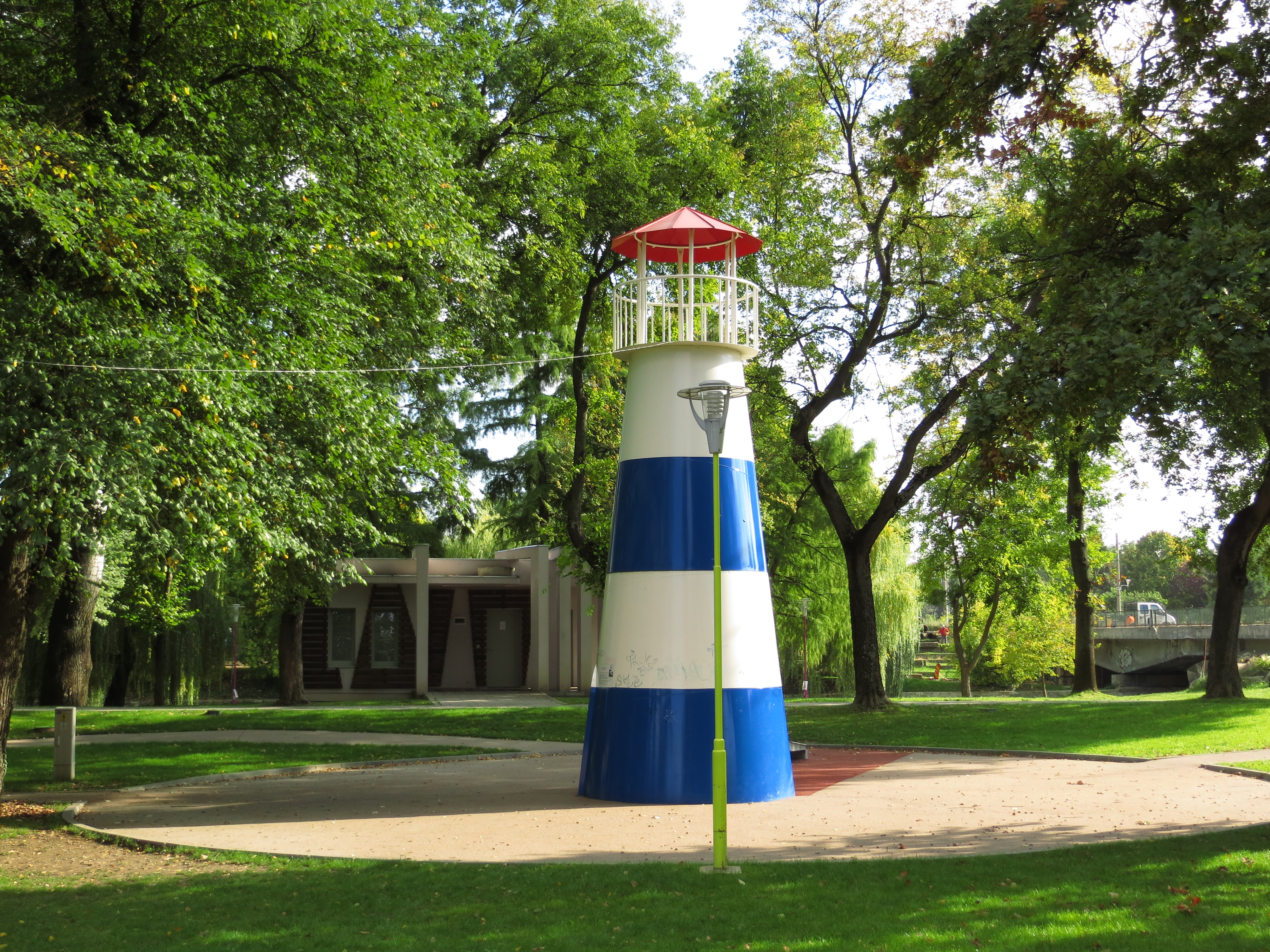
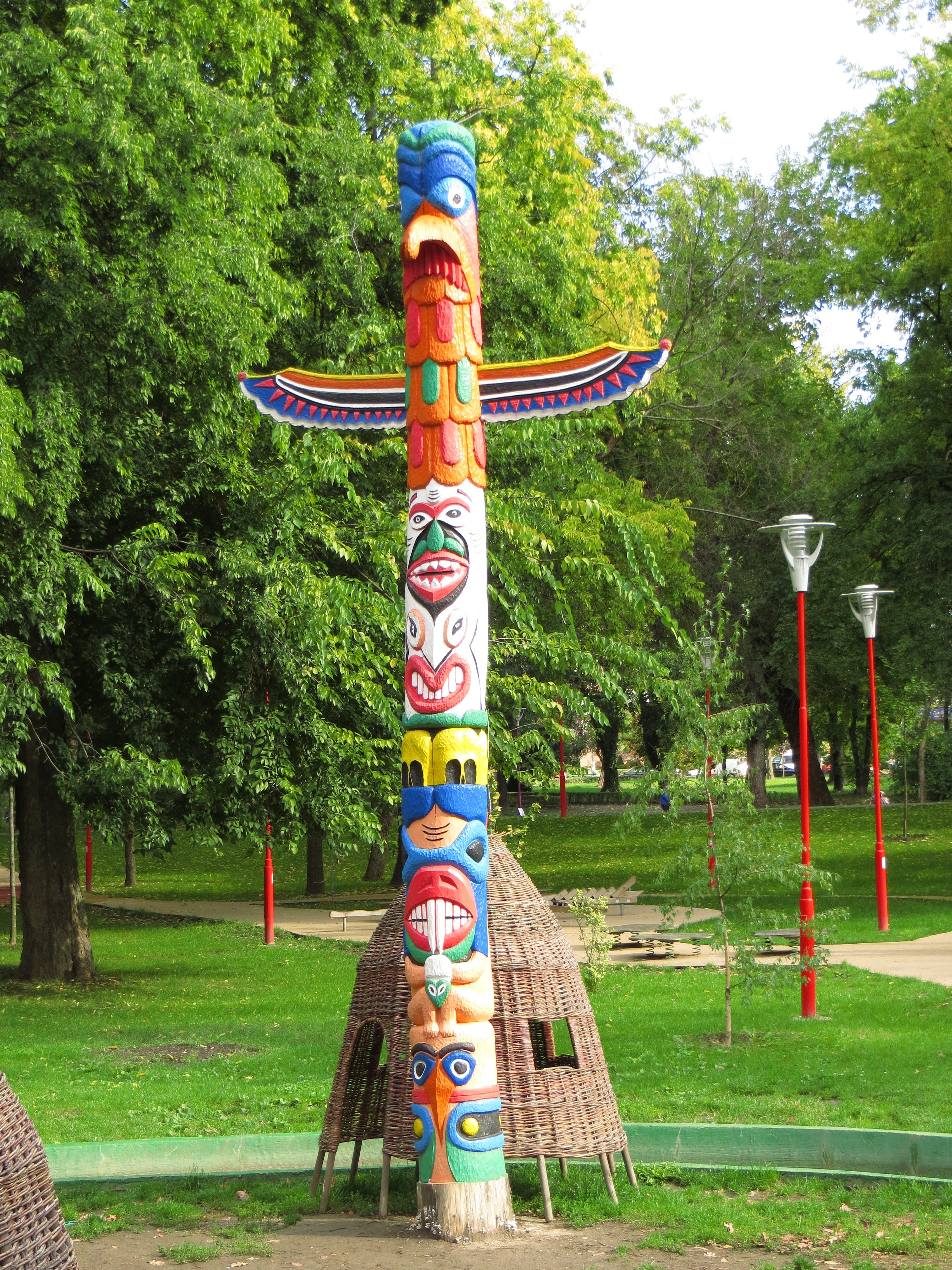
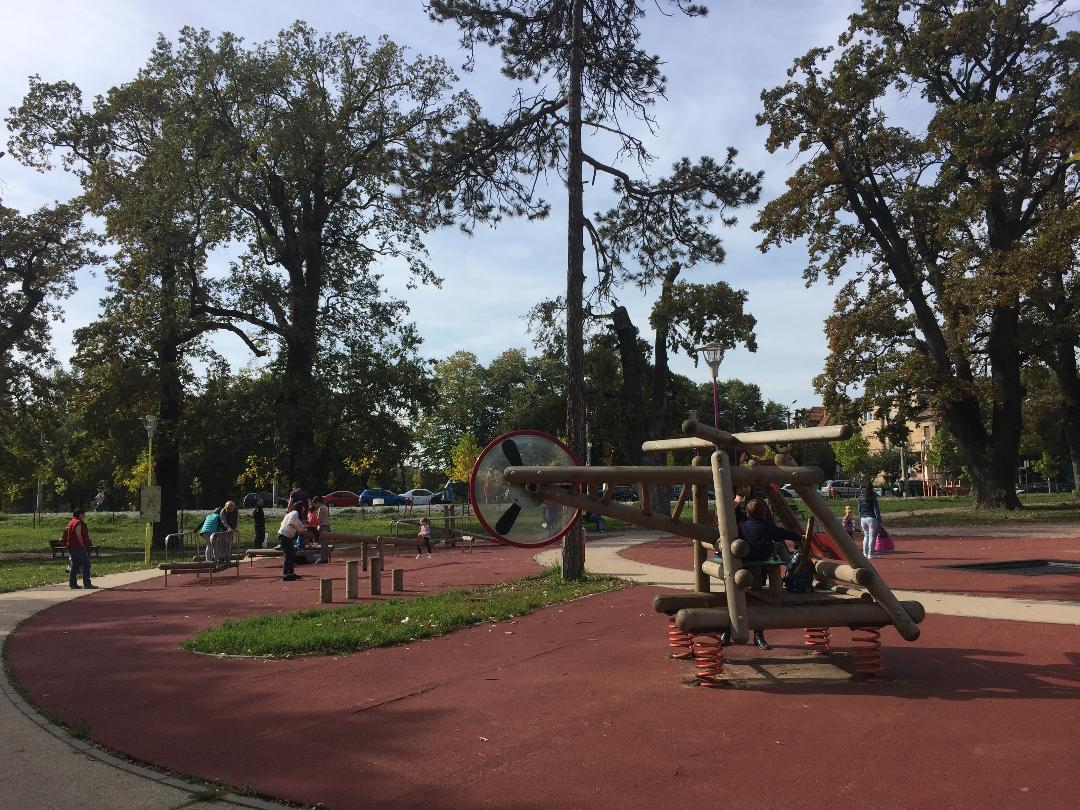
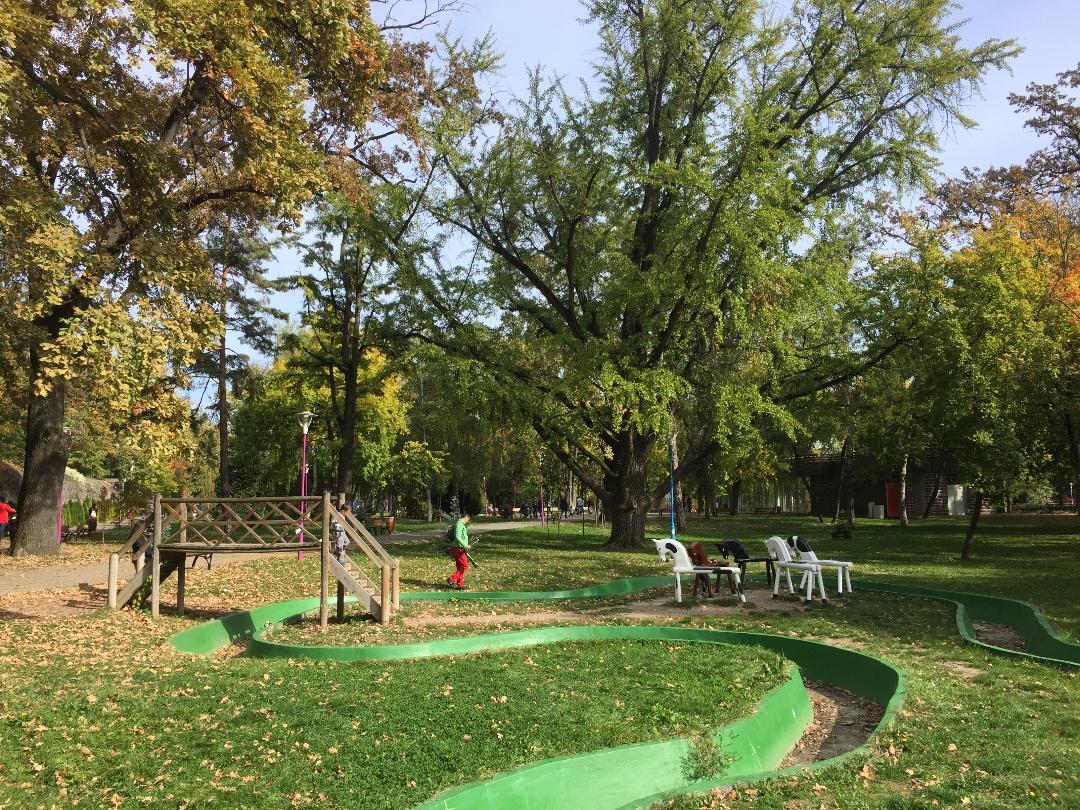
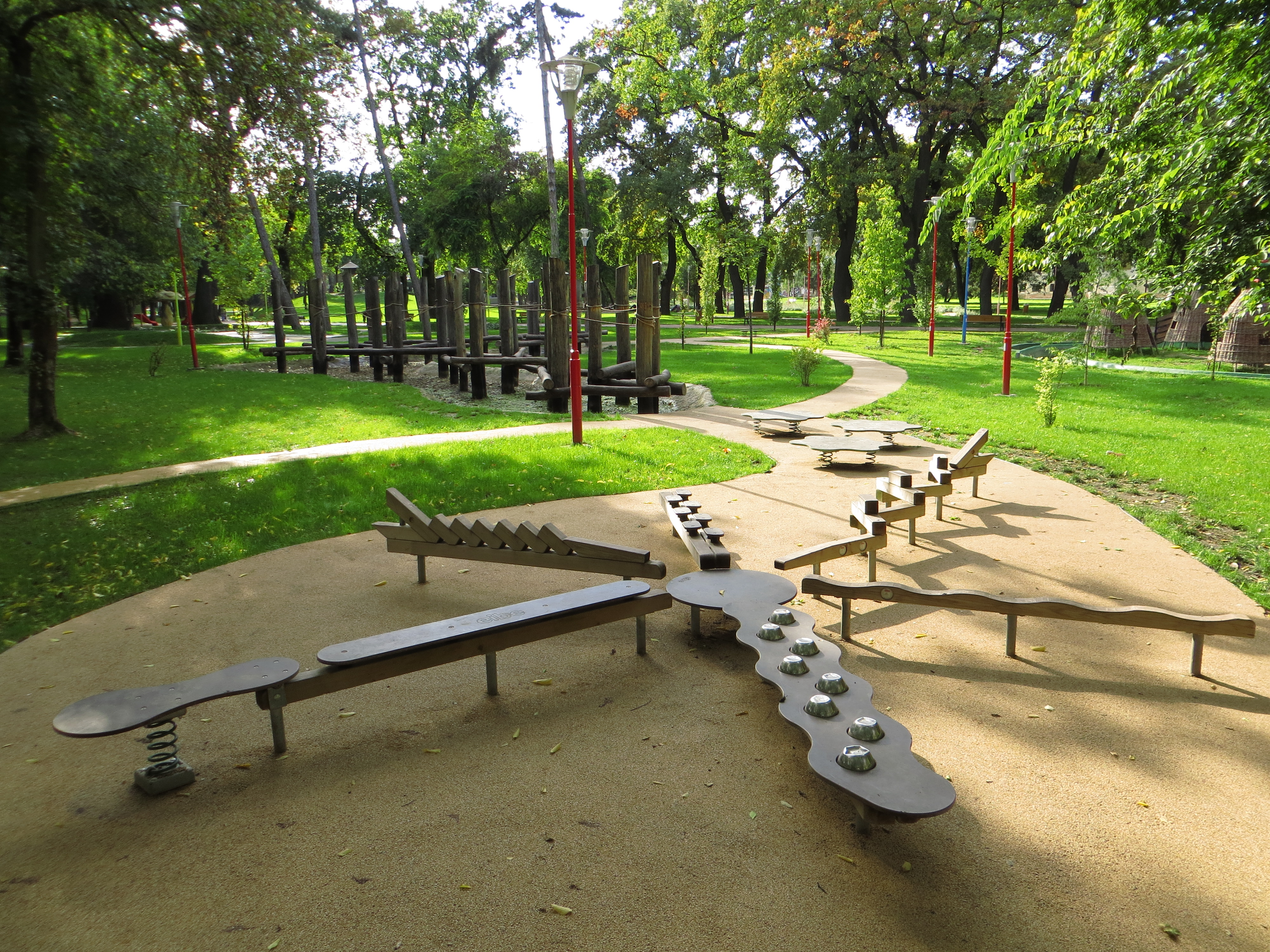
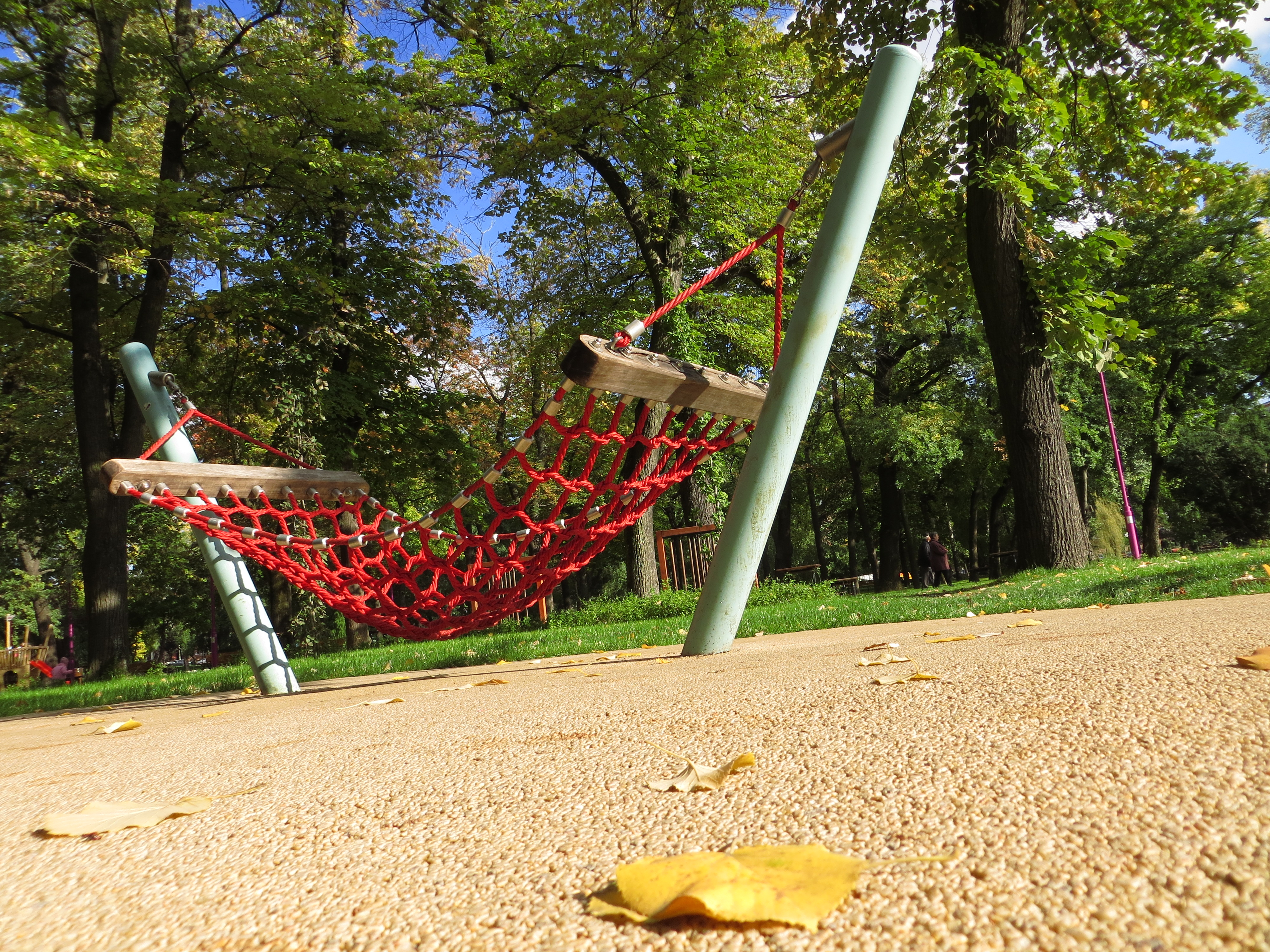
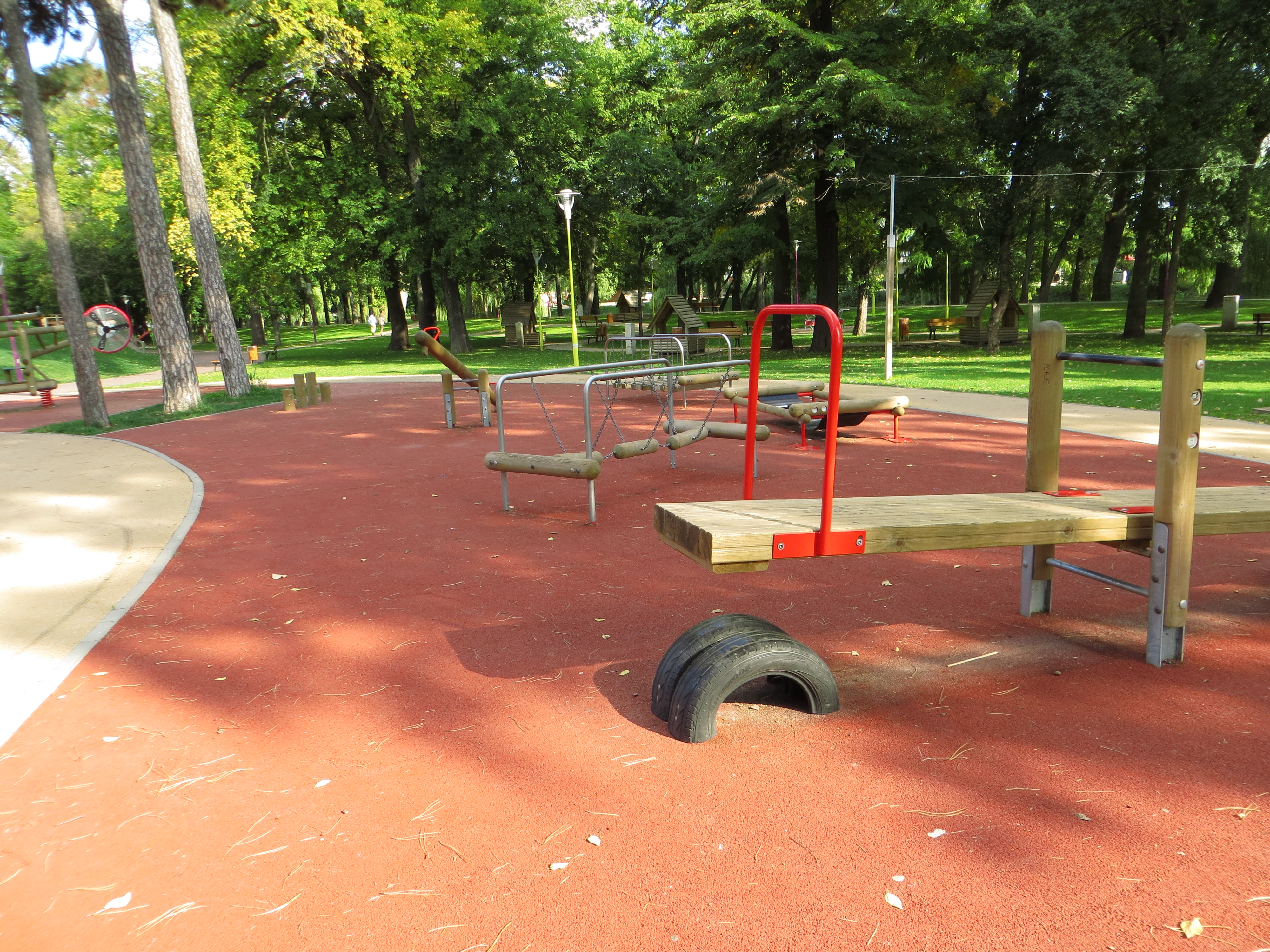
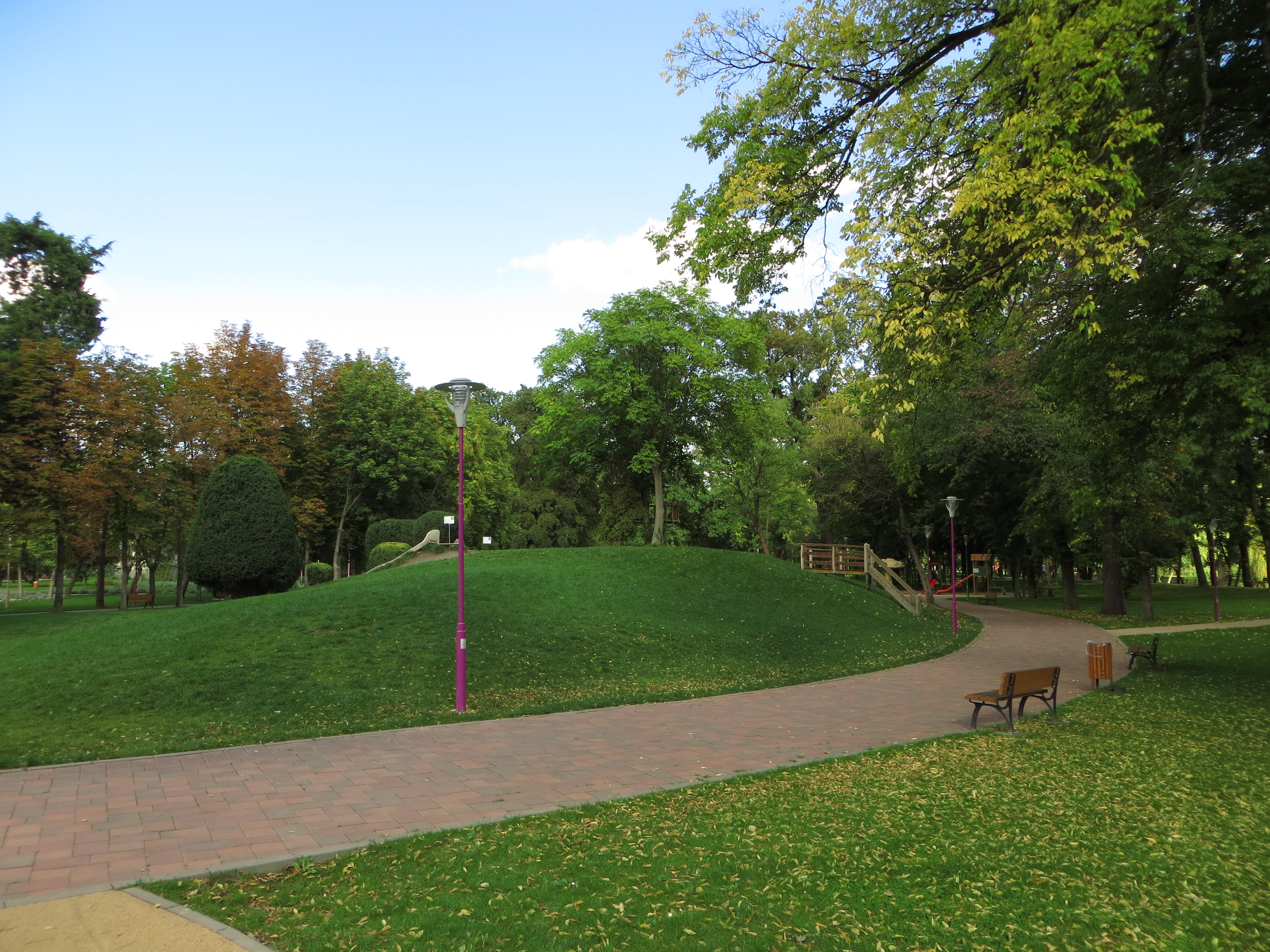
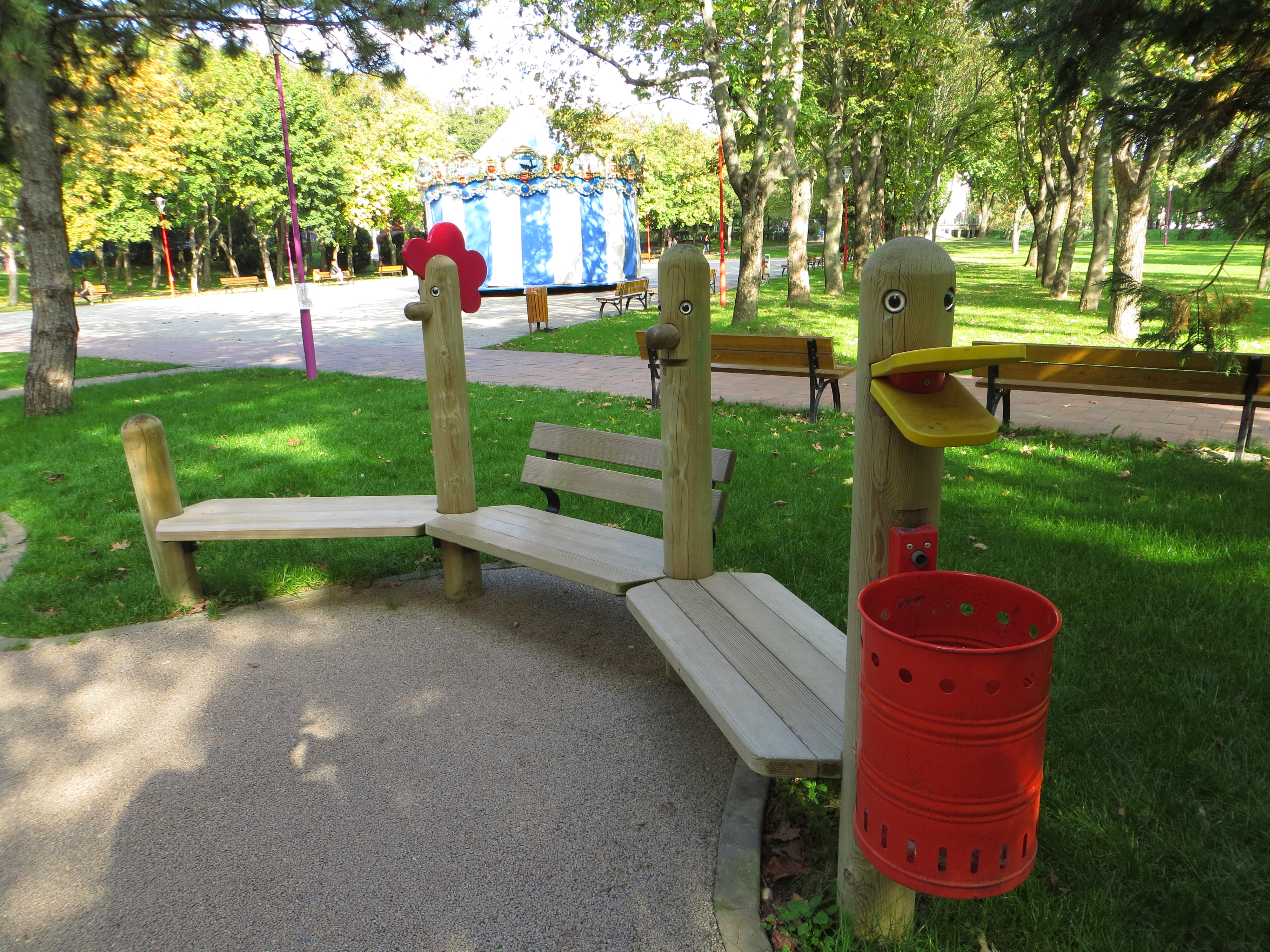
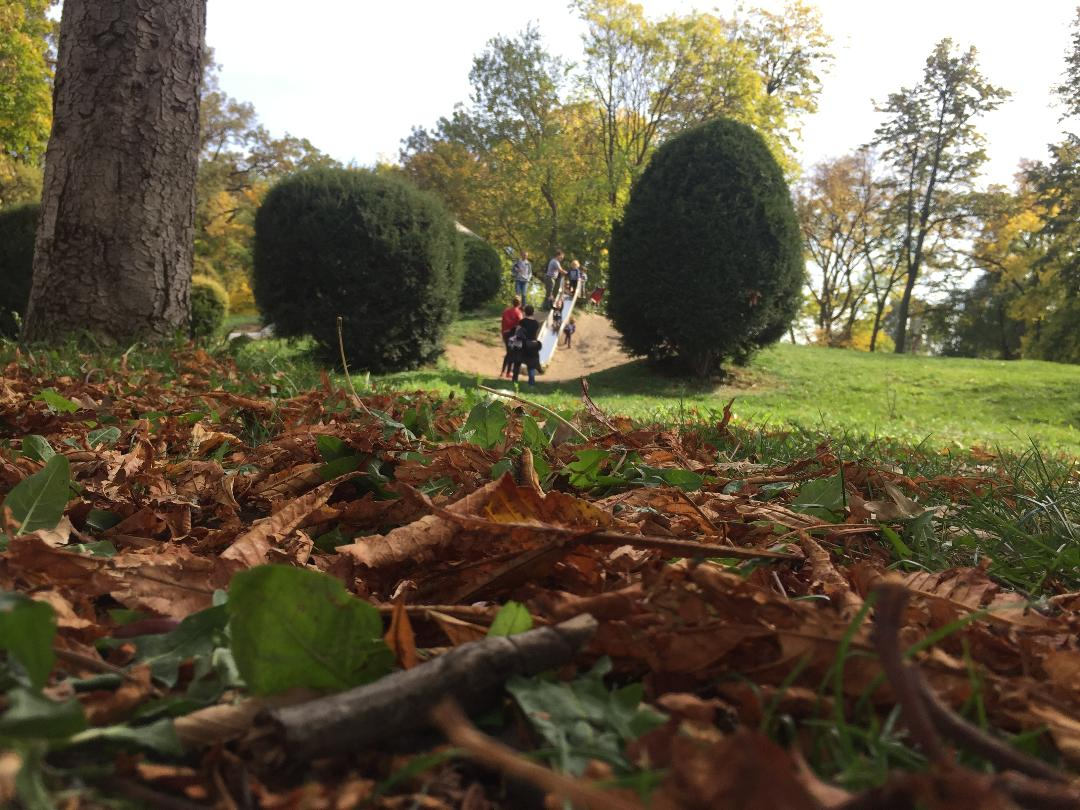
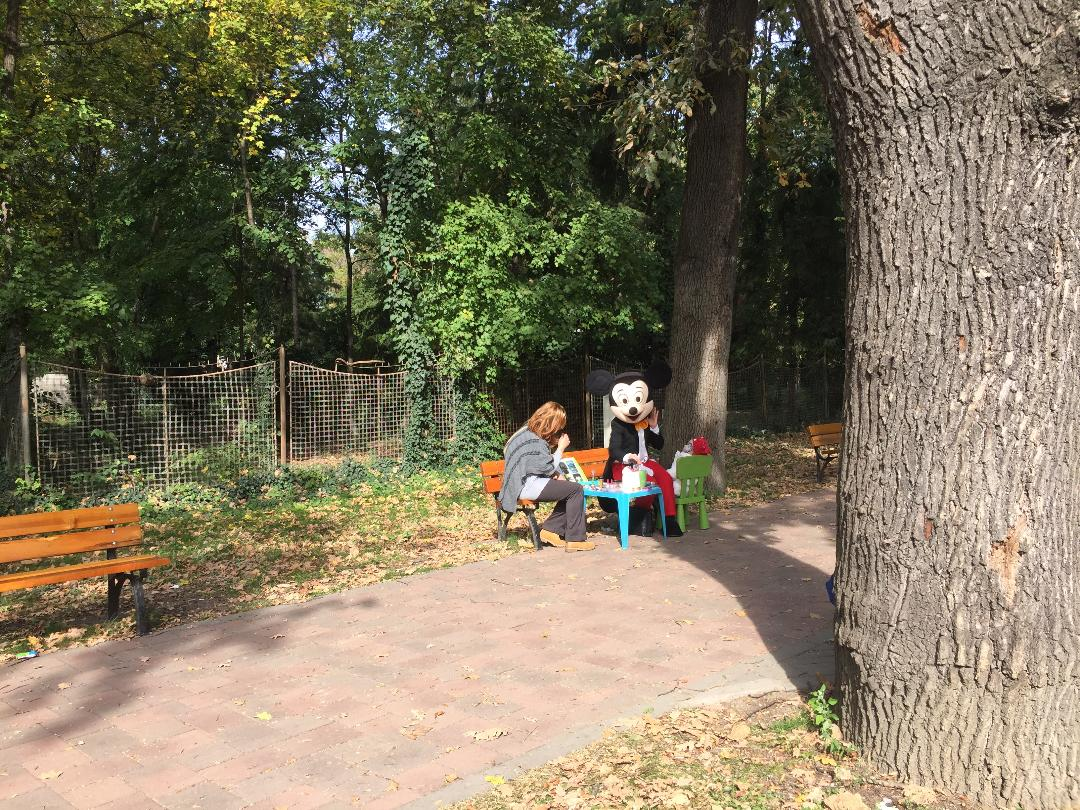
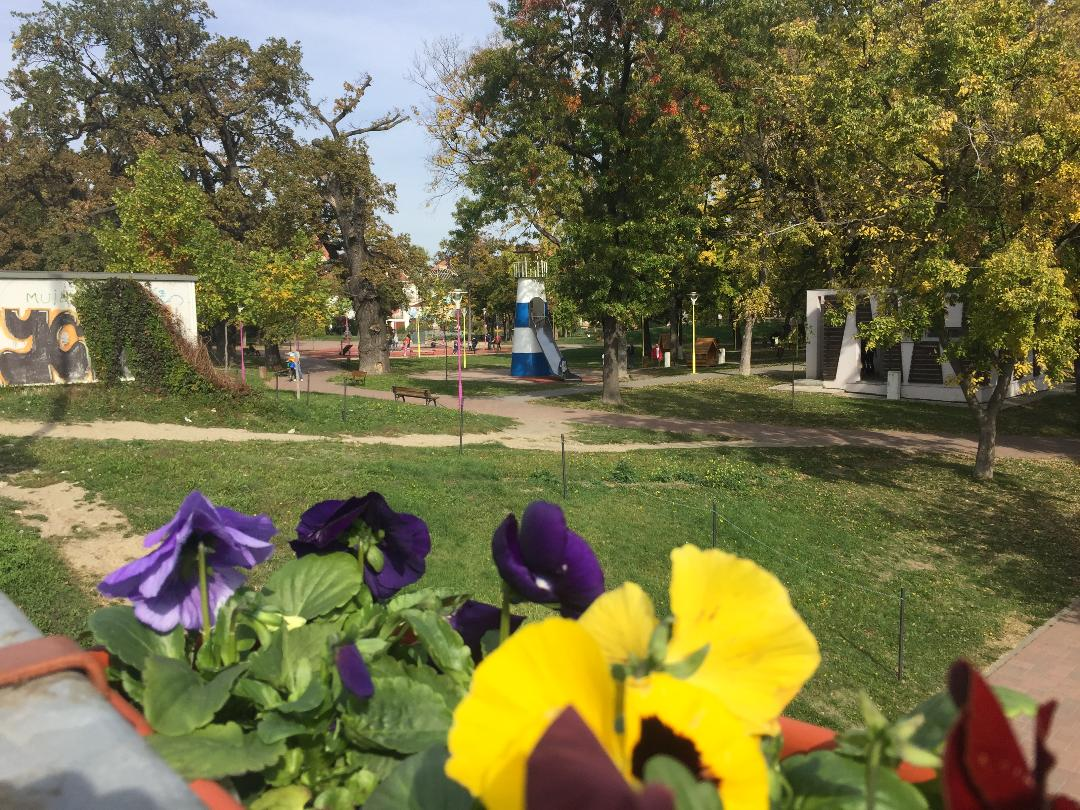